# R-4 (航空機)
シコルスキー R-4
USCGの指揮官（Frank A. Erickson）とシコールスキイ博士、HNS-1 C.G. #39040機と共に。
- 用途：ヘリコプター
- 設計者：イーゴリ・シコールスキイ
- 製造者：シコルスキー・エアクラフト
- 運用者:
  -  アメリカ合衆国（陸軍航空軍、空軍、海軍、沿岸警備隊）
  -  イギリス（空軍、海軍）
- 初飛行：1942年1月13日
- 生産数：131機

シコルスキー R-4（Sikorsky R-4）は、シコルスキー・エアクラフト社で製造された世界初の量産ヘリコプターであり、アメリカ空軍に就役した最初のヘリコプターでもあった。

## 開発
VS-316は、イーゴリ・シコールスキイにより発明され1940年に公開展示飛行を行った有名な実験機VS-300から開発された。VS-316はアメリカ陸軍航空軍の"回転翼機"用の名称XR-4と命名された。

## 運用の歴史
R-4は1944年5月に実戦で初めて使用された。友人に宛てた手紙の中でフィリップ・G・コクラン大佐は「本日、'卵泡立て器（egg-beater）'が実戦任務に就き、このいまいましいヤツは理性を持つかのように動いた。」と記した。R-4はこのように有能さを見せ、アメリカ陸軍航空軍は100機のR-4Bを発注した。
これら30機の中で1機がビルマに、1機がアラスカ州に送られ、その他数機がアメリカ海軍、アメリカ沿岸警備隊とイギリス海軍に割り当てられた。英国海軍ではガドフライ（Gadfly）と呼んだ。イギリス空軍に就役したR-4はホバーフライ（Hoverfly）と呼ばれた。R-4を装備したイギリス軍の部隊はヘリコプターを装備した最初の部隊となり、1945年1月にアンドーヴァー空軍基地（RAF Andover）でヘリコプター訓練学校が編成された。

## 派生型

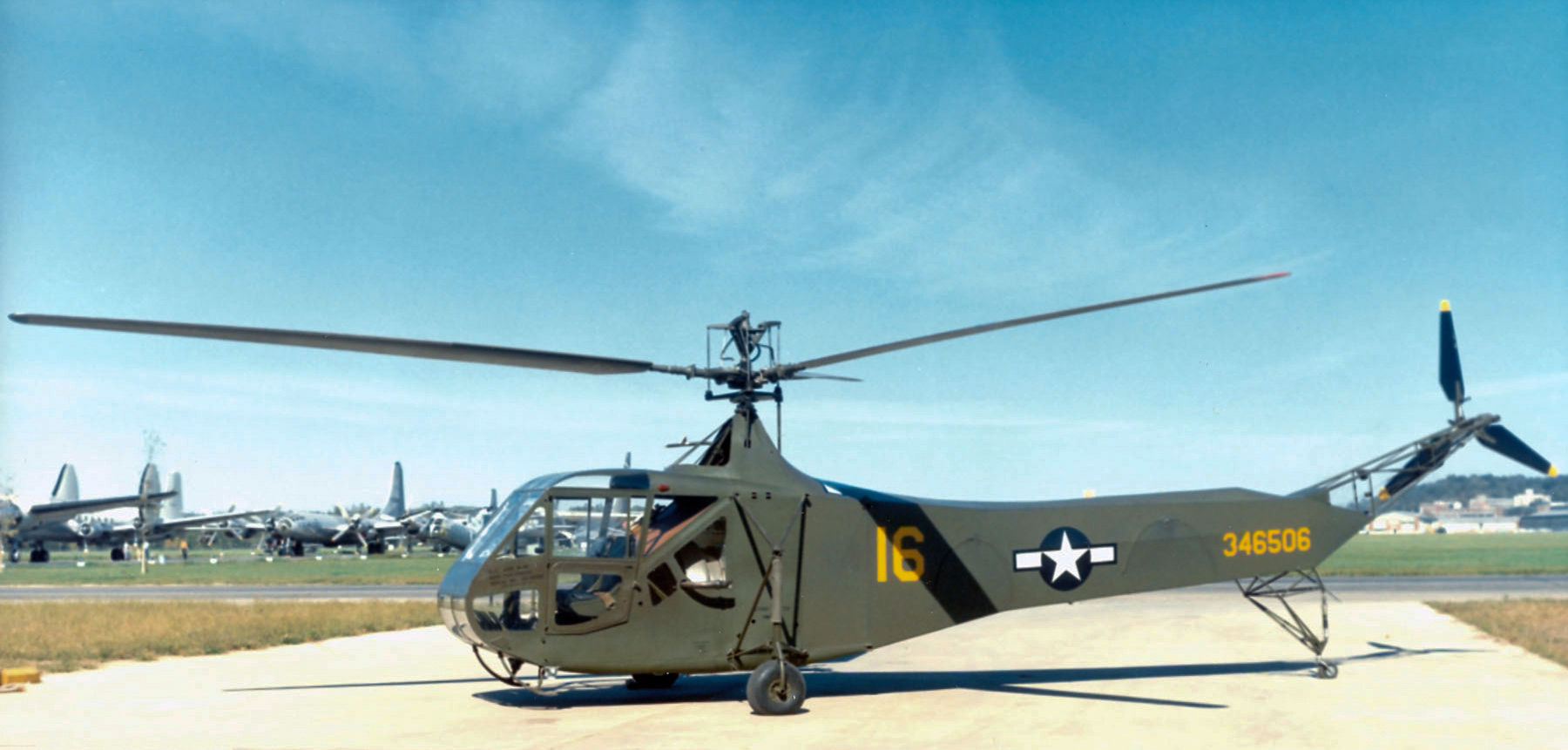
国立アメリカ空軍博物館のシコルスキー R-4B

写真の中の外観上の相違の注意点：何機かのR-4はテールローター近くのブーム後端の突先に尾輪が付いているが、その他の機体ではブームの中間位置辺りに尾輪がある。加えてエンジンから突き出した短い排気管を持つ機体がある一方で、垂直方向に伸び主脚の支持架の上で後方に曲げられた長い排気管を持つ機体もある。
XR-4
165hpのR-500-3 エンジンを搭載した2座、複式操縦装置付きの試作機のモデル VS-316A。XR-4Cになった。
YR-4A
大直径の主ローターと180hpのR-550-1 エンジンを装備したモデル。3機を製造。
YR-4B
細部を変更したモデル。開発テスト用に27機を、その後追加で14機を製造。7機がHNS-1としてアメリカ海軍へ。
R-4B
220hpのR-550-3 エンジンを搭載した量産型。アメリカ海軍向けの20機とイギリス空軍向けの45機を含む100機を製造。
XR-4C
XR-4試作機のエンジンを180hpのR-550-1に換装しYR-4Aタイプの大きな主ローターを装着
HNS-1
アメリカ海軍に移譲された3機のYR-4Bと22機のR-4B。2機をアメリカ沿岸警備隊に転用。
ホバーフライ I
イギリス空軍とイギリス海軍向けのR-4のイギリス軍での名称。52機が配備され後に1機がカナダ空軍に移譲。
XR-6
235-hpのフランクリン O-405-9 エンジンを搭載したR-4Bを改称。1機製造。
R-6A
XR-6の量産型、6機がシコルスキー社で製造、219機がナッシュ＝ケルビネーター社でライセンス生産 

## 運用
アメリカ
- アメリカ陸軍航空軍
- アメリカ海軍
- アメリカ沿岸警備隊

 イギリス
- イギリス空軍
- 艦隊航空隊

 カナダ
- カナダ空軍

## 現存機

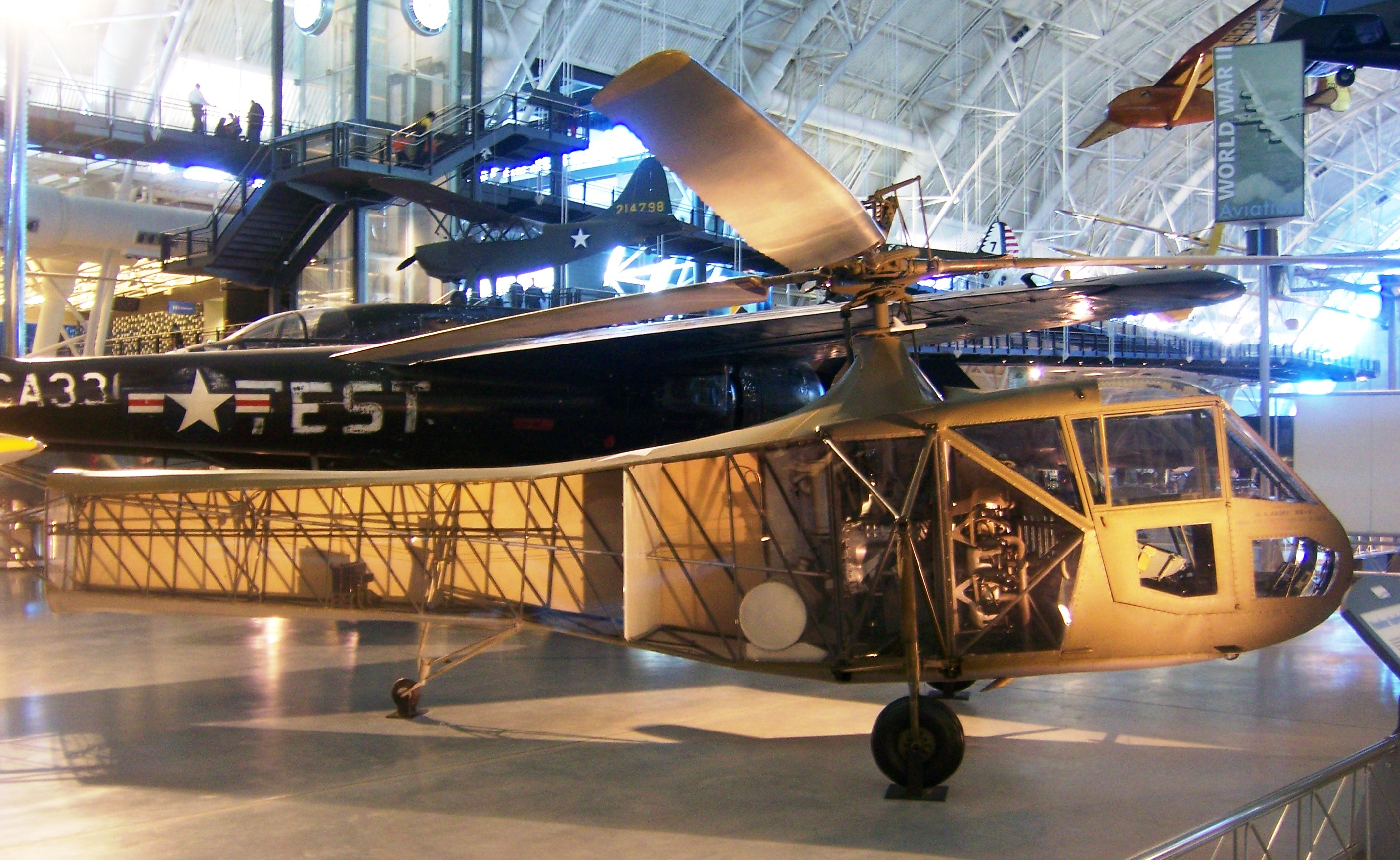
Steven F. Udvar-Hazy Centerのヴォート＝シコルスキー XR-4C

- 国立航空宇宙博物館のSteven F. Udvar-Hazy CenterがXR-4C 試作機を保有。
- R-4B (s/n 43-46506) がオハイオ州、デイトン近郊のライト・パターソン空軍基地に展示されている。この機体は1967年にイリノイ大学から寄贈[3]。
- 英国、ロンドン北部ヘンドンの英国空軍博物館（Royal Air Force Museum）
- カナダ、オンタリオ州、オタワのカナダ航空博物館（Canada Aviation Museum）
- フロリダ州、ペンサコーラの国立海軍航空博物館にアメリカ沿岸警備隊塗装のHNS-1 ホバーフライ (Bureau Number 39047) が室内展示
- アラバマ州、フォート・ノボセルのアメリカ陸軍航空隊博物館にアメリカ陸軍のR-4B ホバーフライ (Serial Number 43-46592) とR-6A ホバーフライ II (Serial Number 43-45473) が室内展示[4]。

## 要目
R-4B
- 乗員：1名
- 搭載量：
- 全長：10.2 m (33 ft 8 in)
- 全高：3.8 m (12 ft 5 in)
- 主ローター直径：11.5 m (38 ft)
- 主ローター旋回面積：
- 空虚重量：952 kg (2,098 lb)
- 全備重量：1,170 kg (2,581 lb)
- エンジン：1 × ワーナー R-550 星型エンジン、200 hp (149 kW)
- 最高速度：120 km/h (75 mph)
- 巡航速度：105 km/h (65 mph)
- 航続距離：210km
- 巡航高度：2,400 m (8,000 ft)

### 書籍
- Myall, Eric and Sturtivant, Ray (ed.). The Hoverfly File. Tunbridge Wells, Kent, UK: Air-Britain (Historians) Ltd., 1998. ISBN 0-85130-262-9.

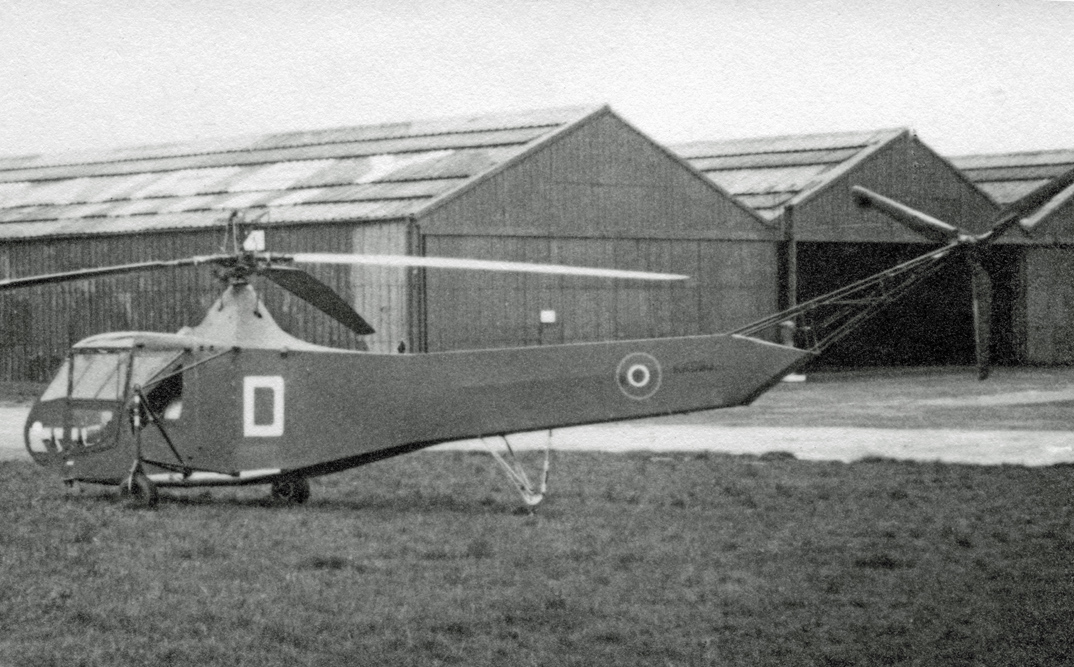
イギリス空軍のR-4B ホバーフライ

- United States Air Force Museum. Wright-Patterson AFB, Ohio: Air Force Museum Foundation. (1975)